# سیارناک (قمر)
سیارناک (به انگلیسی: Siarnaq)، یا زحل XXIX از قمرهای موافق‌گرد و طبیعی سیاره زحل است. این قمرآوریل در سال ۲۰۰۰ توسط برت جیمز گلدمن و همکاران کشف شد. و با نام موقت اس/۲۰۰۰ اس ۳ نامیده شد. قمر به نام سیارناک غول از اساطیر اینویی نامگذاری شد.و بزرگترین عضو گروه قمرهای طبیعی اینوئیت است. تصور می‌شود که سیارناک حدود۴۰ کیلومتر قطر دارد؛ و با مدار متوسط ۱۷٫۵ در ۸۹۵ روز دور زحل می‌چرخد. کاوشگر کاسینی دورهٔ چرخش آن را حدود ۱۰ ساعت و ۹ دقیقه  اندازه‌گیری کرد، که کوتاه‌ترین دورهٔ چرخش بین قمرهای موافق‌گرد و نامنظم زحل است.